# بی‌یو-۱۸۱ بوکر
بی‌یو-۱۸۱ بوکر (به انگلیسی: Bücker_Bü_181) یک هواگرد از نوع هواپیمای آموزشی ساخت شرکت Bücker است. هواگرد بی‌یو-۱۸۱ بوکر نخستین پروازش را در فوریه ۱۹۳۹ میلادی انجام داد. در مجموع، تعداد ۳٬۴۰۰ فروند از این هواگرد ساخته شده‌است.